# 5163 Воллмейр-Лі
(5163) 1983 TD2 (1983 TD2, 1929 WZ, 1979 SO6) — астероїд головного поясу.
Тіссеранів параметр щодо Юпітера — 3,446.